# Hidden track
Een hidden track, verborgen track, verborgen nummer of geheime track (secret track) is een nummer of geluidsfragment op een cd, muziekcassette of een andere muziekdrager, dat echter niet op de bijbehorende hoes of verpakking staat vermeld. Een van de eerste hidden tracks is Her Majesty op het Beatles-album Abbey Road uit 1969. 
Prince paste vaak verborgen tracks toe op zijn albums, evenals de band Placebo.

## Methodes
In de regel gaat het om een lied dat als laatste track op de plaat staat, soms voorafgegaan door een langere pauze. De luisteraar denkt aanvankelijk dat de plaat afgelopen is, totdat het betreffende nummer of geluid wordt gestart. Het kan erop lijken dat er door een vergissing wat extra opnamemateriaal op de plaat is gekomen.
Afhankelijk van de geluidsdrager kunnen er aanvullende mogelijkheden zijn om materiaal te verbergen:
- Bij een grammofoonplaat kan de uitloopgroef benut worden. Geluidsmateriaal dat zich in de uitloopgroef bevindt, wordt niet standaard afgespeeld op een platenspeler die automatisch afslaat. Het geluid in de eindgroef blijft herhaald worden tot de grammofoon wordt afgezet. Zo bevindt zich op de grammofoonplaat Sgt. Pepper's Lonely Hearts Club Band van de Beatles een hidden track in de vorm van een fluittoon van 15 kHz, gevolgd door een steeds herhaald gebrabbel en is op Atom Heart Mother (1970) van Pink Floyd een oneindig druppelende kraan te horen. 
  - Voor meer voorbeelden, zie grammofoonplaat#Platen met een bijzondere persing
- Op een cd kan geluidsmateriaal verborgen worden vóór het eerste nummer. De nummering begint dan in feite niet bij 1, maar bij 0. Start men de cd, dan begint het afspelen echter bij nummer 1, waardoor luisteraars het verborgen nummer bij normaal gebruik van hun audioapparatuur nooit te horen zullen krijgen. Pas door het eerste nummer terug te spoelen tot vóór het startpunt wordt track 0 hoorbaar. Een voorbeeld hiervan is het verborgen nummer “Lady” op het album 13 (uit 1998) van Die Ärzte. Track 1 start met zin "Sie ahnten ja nicht, was ihnen bevorstand..." wat als hint beschouwd zou kunnen worden. Ook kan een hidden track voorkomen na de laatste track. Er volgt dan een vrij lange pauze. Dit is te zien aan de tijd op de cd-speler. Deze blijft dan nadat de laatste track is afgespeeld eindeloos doorlopen en dan is er plotseling weer geluid te horen. Dit is dan de hidden track. Pas daarna is de cd dan echt afgelopen.
- Op een cassettebandje is er geen andere manier om geluidsmateriaal te verbergen.